# ايدي كونستانتين
ايدي كونستانتين (بالفرنسية: Eddie Constantine)‏ (29 أكتوبر 1917 - 25 فبراير 1993)، هو مغني وممثل فرنسي وأمريكي، ولد في 29 أكتوبر 1917 بلوس أنجلوس في الولايات المتحدة، وتوفي في 25 فبراير 1993 في ألمانيا بسبب نوبة قلبية.

## وصلات خارجية
- ايدي كونستانتين على موقع IMDb (الإنجليزية)
- ايدي كونستانتين على موقع مونزينجر (الألمانية)
- ايدي كونستانتين على موقع ألو سيني (الفرنسية)
- ايدي كونستانتين على موقع ميوزك برينز (الإنجليزية)
- ايدي كونستانتين على موقع أول موفي (الإنجليزية)
- ايدي كونستانتين على موقع قاعدة بيانات الأفلام السويدية (السويدية)
- ايدي كونستانتين على موقع ديسكوغز (الإنجليزية)
- ايدي كونستانتين على موقع قاعدة بيانات الفيلم (الإنجليزية)
- ايدي كونستانتين على موقع كينوبويسك (الروسية)